# Kościół Podwyższenia Krzyża Świętego i św. Andrzeja Boboli w Wałdowie
Kościół Podwyższenia Krzyża Świętego i świętego Andrzeja Boboli w Wałdowie – rzymskokatolicki kościół filialny należący do parafii Trójcy Świętej w Pruszczu (dekanat koronowski diecezji pelplińskiej).
Jest to świątynia wzniesiona na przełomie XIX i XX wieku w stylu neorenesansowym. Kościół posiada wieżę z wbudowanym dużym zegarem. Budowla powstała jako kościół ewangelicki. Następnie została przejęta przez kościół rzymskokatolicki. Zabytkowy kościół zachował się do dziś w nie zmienionym kształcie. Jako ciekawostkę można podać, że w świątyni został użyty bezrynnowy system odprowadzania wód deszczowych za pomocą wysuniętego gzymsu okapowego. Czas odcisnął swe piętno na budowli i nie remontowana zaczęła popadać w ruinę. Dzięki inicjatywie społecznej zostały pozyskane środki z Unii Europejskiej na remont i odtworzenie jej pierwotnej formy.